# 和歌山県道234号長井古座線
和歌山県道234号長井古座線（わかやまけんどう234ごう ながいこざせん）は、和歌山県東牟婁郡那智勝浦町から東牟婁郡串本町に至る一般県道である。

## 概要
東牟婁郡那智勝浦町大字小匠から東牟婁郡串本町田原に至る。
山の中を通る狭道であるが、農地や集落があるので生活道路として地元住民が利用。また、南海トラフ巨大地震など災害発生時の迂回路として機能するよう整備が続けられている。
東牟婁郡那智勝浦町大字小匠から東牟婁郡串本町上田原までは未開通である。未開通区間のうち、東牟婁郡那智勝浦町大字中里から東牟婁郡串本町田原へ抜ける区間の建設が進み、2023年（令和5年）12月に完成予定であったが、同年7月に八郎山トンネル（長さ711 m、幅6.5 m）で、工事を担当した業者のずさんな工程や設計書類の改ざんに起因する大規模な施工不良が確認された。トンネル内部のコンクリートをすべて剥がして安全を確認後に再施工となるため、完成時期の見通しは不透明となった。補修工事の完了は2026年（令和8年）夏ごろの見込み。

### 路線データ
- 起点：和歌山県東牟婁郡那智勝浦町大字小匠（和歌山県道45号那智勝浦本宮線交点）
- 終点：和歌山県東牟婁郡串本町田原（堂道橋交差点、国道42号交点）
- 実延長：16.191 km

## 歴史
- 1959年（昭和34年）5月14日 - 和歌山県が一般県道として長井古座線を県道として認定する[8]。

## 路線状況

### 道路施設

#### 橋梁
- 出合橋（太田川、東牟婁郡那智勝浦町）
- 秀田橋（東牟婁郡串本町）

#### トンネル
- 八郎山トンネル（建設中）

## 地理

### 通過する自治体
- 東牟婁郡那智勝浦町
- 東牟婁郡串本町

### 交差する道路
| 交差する道路                 | 市町村名 | 市町村名   | 交差する場所 | 交差する場所        |
| ---------------------------- | -------- | ---------- | ------------ | ------------------- |
| 和歌山県道45号那智勝浦本宮線 | 東牟婁郡 | 那智勝浦町 | 大字小匠     | 起点                |
| 和歌山県道227号田原古座線    | 東牟婁郡 | 串本町     | 田原         |                     |
| 国道42号                     | 東牟婁郡 | 串本町     | 田原         | 堂道橋交差点 / 終点 |

### 交差する鉄道
- 紀勢本線

### 沿線
- 田原川
- 串本町立田原小学校（終点付近）
- JR西日本紀勢本線 紀伊田原駅（終点付近）